# Estación de Sant'Antonino
La estación de Sant'Antonino es la principal estación ferroviaria de la comuna suiza de Sant'Antonino, en el Cantón del Tesino.

## Historia y situación
La estación de Sant'Antonino fue inaugurada en el año 1874 con la inauguración del tramo Biasca - Bellinzona - Locarno. 
Se encuentra ubicada en el borde noroeste del núcleo urbano de Sant'Antonino. Cuenta con dos andenes laterales a los que acceden dos vías pasantes.
En términos ferroviarios, la estación se sitúa en la línea Giubiasco - Locarno. Sus dependencias ferroviarias colaterales son la estación de Giubiasco, donde se inicia la línea, y la estación de Cadenazzo en dirección Locarno.

## Servicios Ferroviarios
Los servicios ferroviarios de esta estación están prestados por SBB-CFF-FFS y por TiLo:

### TiLo
TiLo opera servicios ferroviarios de cercanías, llegando a la estación dos líneas de cercanías que permiten buenas comunicaciones con las principales ciudades del Cantón del Tesino así como la zona norte de Lombardía.
- S 20 Castione-Arbedo - Bellinzona - Cadenazzo - Locarno
- S 30 Bellinzona - Cadenazzo - Luino - Gallarate - Busto Arsizio - Malpensa Aeropuerto